# Spalax arenarius
Spalax arenarius és una espècie de mamífer rosegador de la família dels espalàcids. És endèmic del sud d'Ucraïna. Es tracta d'un animal solitari que s'alimenta d'Eryngium campestre, Artemisia campestris, Tragopogon ucrainicum i altres plantes. Els seus hàbitats naturals són les zones de sòl sorrenc, lleuger i moderadament humit amb aigües subterrànies profundes. Està amenaçat per l'aforestació dels biomes sorrencs que ocupa.